# Eerste Rijk

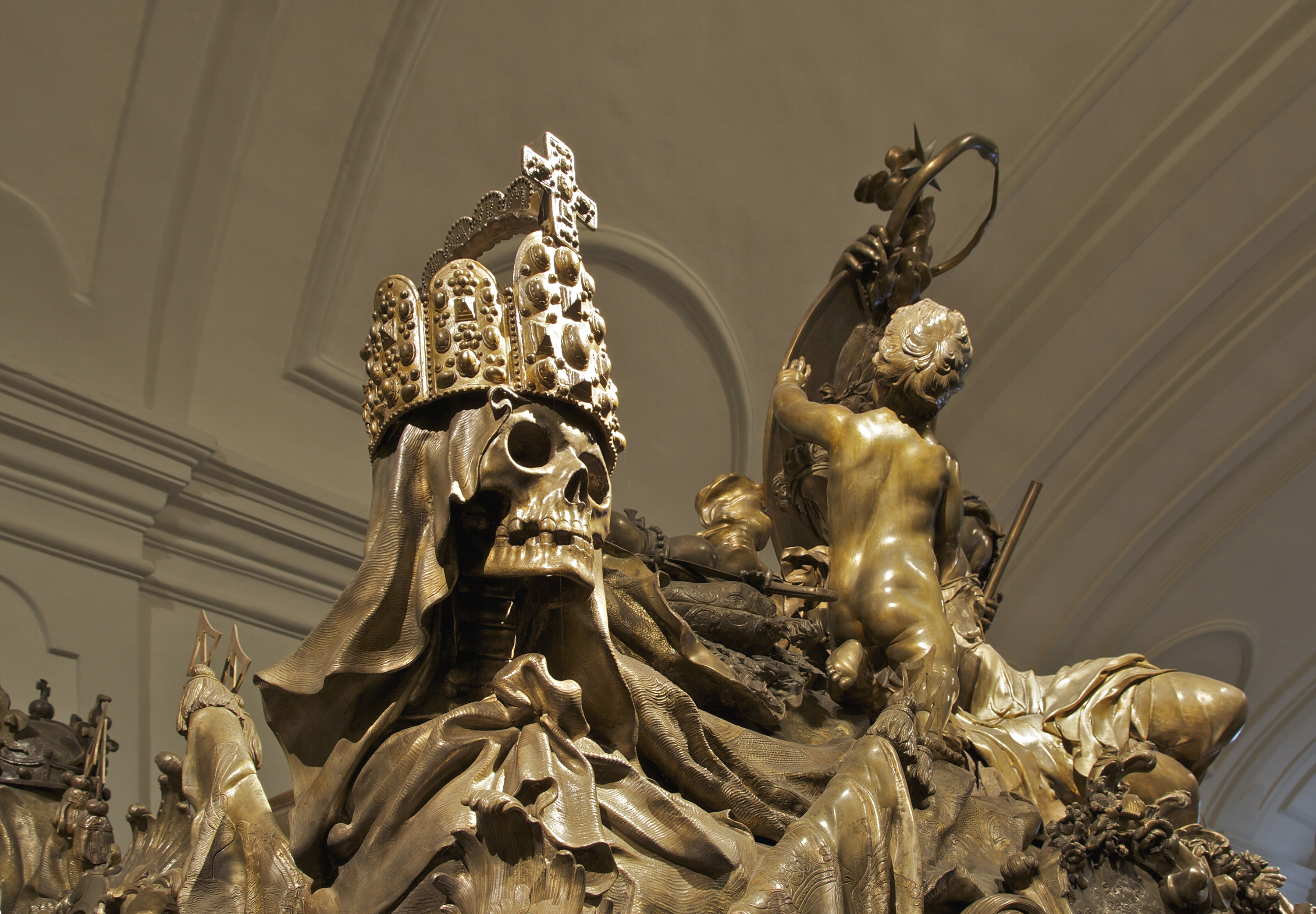
Kroon van het "eerste rijk" gedragen door de dood op een grafmonument in Wenen

Het Eerste Rijk is in de Duitse geschiedenis het Heilige Roomse Rijk van de Duitse Natie. Om van een "eerste" en een "tweede" rijk te kunnen spreken moest dat Eerste Rijk zijn ondergegaan en moest er mogelijk, ook een Tweede Rijk zijn, worden verwacht of zijn geweest.
Men spreekt in de geschiedswetenschappen sinds 1923 van het in 1871 ontstane "tweede Rijk". Dat Keizerrijk Duitsland was de schepping van Otto von Bismarck en heeft tot 1918 bestaan.
De conservatieve Duitse politicoloog Arthur Moeller van den Bruck publiceerde in 1922 een boek dat "Das Dritte Reich" heette. Arthur Moeller van den Bruck pleitte in dat werk voor de stichting van een nieuw Duits Rijk, een "Derde Rijk".
Zijn ideale Derde Rijk was neoconservatief en niet op een moderne parlementair-democratische leest geschoeid.
Zo kwam men op de tijdindeling die begint met het "Eerste Rijk", het Heilige Roomse Rijk van de Duitse Natie zoals dat van 800 tot 1806 heeft bestaan. Het Tweede Rijk was het Duitse Keizerrijk zoals dat van 1871 tot 1918 had bestaan.
Het "Derde Rijk", een begrip dat na 1933 steeds weer opdook om het nazi-regime te beschrijven, werd de kortstondige dictatuur van Adolf Hitler. Dit Derde Rijk zou volgens Hitler duizend jaar duren. Door het verlies van nazi-Duitsland in de Tweede Wereldoorlog en Hitlers zelfmoord, werd dit Derde Rijk in 1945 ontmanteld.
Arthur Moeller van den Bruck heeft zijn "Derde Rijk" niet meegemaakt. Hij stierf in 1925.